# Paraxestia
Paraxestia là một chi bướm đêm thuộc họ Noctuidae.